# Batomys hamiguitan
Chuột lông rậm Hamiguita (Danh pháp khoa học: Batomys hamiguitan) là một trong năm loài động vật gặm nhấm họ chuột Muridae trong chi Batomys. Đó là một họ đa dạng các loài chuột (Muridae), đây là loài đặc hữu của Philippines. 

## Đặc điểm
Loài này chỉ có ở Philippines. Chúng là một động vật có màu vàng nâu với đuôi lông dài, nặng khoảng 175 gram và có liên quan đến một số loài khác ở Trung tâm Mindanao, đảo Dinagat và Luzon (Lữ Tống). Nó chỉ sống quanh quẩn ở một khu vực có độ cao ít nhất 950 mét và trong các khu rừng ngập mặn dưới 10 km vuông.
Đây là thành viên cuối cùng của chi Batomys được phát hiện vào tháng 5 năm 2006. Theo trưởng nhóm và tác giả chính là Danilo Balete, chuột lông rậm Hamiguitan là động vật có vú đầu tiên được mô tả từ phía Đông Mindanao, và ý nghĩ đầu tiên chỉ sống trong khu vực đó. Loài này chứng minh giả thuyết cho rằng đảo Mindanao có nhiều trung tâm đặc hữu, trong đó vùng núi phía đông nam của núi Hamiguitan là một trong số đó.